# Gideon Welles
Gideon Welles (ur. 1 lipca 1802 w Glastonbury, zm. 11 lutego 1878 w Hartford) – amerykański polityk.

## Życiorys
Urodził się 1 lipca 1802 roku w Glastonbury w zamożnej rodzinie. Studiował nauki prawne, a w 1826 roku założył gazetę „Hartford Times”. Rok później został członkiem legislatury stanowej Connecticut i pełnił tę funkcję do roku 1835. W 1836 roku prezydent Andrew Jackson mianował go poczmistrzem w Hartford; pozostał na tym stanowisku do przejęcia władzy przez wigów w 1841 roku. W połowie lat 50. XIX wieku Welles odszedł z Partii Demokratycznej i dołączył do Partii Republikańskiej, zakładając jednocześnie gazetę „Hartford Evening Press”. Po zwycięstwie republikanów w 1860 roku Abraham Lincoln mianował Wellesa sekretarzem Marynarki Wojennej, wypełniając obietnicę powołania w skład gabinetu człowieka z Nowej Anglii. W czasie pełnienia funkcji skupił się na budowaniu dużej floty na potrzeby trwającej wojny secesyjnej. Był jednym ze współautorów planu Anaconda, którego celem było ustawienie blokady morskiej wokół stanów konfederackich. W 1869 roku Welles opuścił gabinet. Zaangażował się wówczas w działalność Liberalnych Republikanów. W połowie lat 70. powrócił do demokratów i poparł Samuela Tildena w wyborach prezydenckich w 1876 roku. Zmarł 11 lutego 1878 roku w Hartford.